# Patrick Leigh Fermor
Sir Patrick Leigh Fermor (Londra, 11 febbraio 1915 – Worcestershire, 10 giugno 2011) è stato uno scrittore e viaggiatore britannico, autore di racconti di viaggio e considerato nel 2007 come il "più grande scrittore di viaggio vivente del Regno Unito". Fermor, che fu anche uno studioso di classici latini e greci, si distinse anche da soldato: in quest'ultima veste ebbe un ruolo importante dietro le linee della battaglia di Creta, durante la seconda guerra mondiale, comandante dell'operazione che portò alla cattura del generale tedesco Heinrich Kreipe.

## Biografia

### Origini e formazione culturale

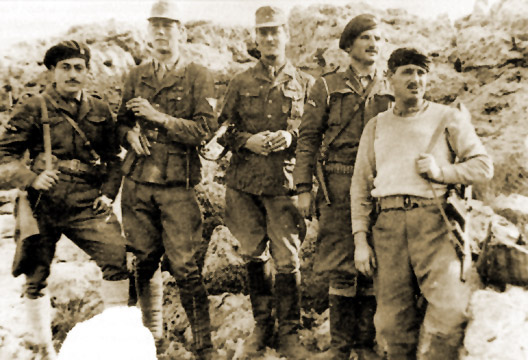
Georgios Tyrakis, William Stanley Moss, Leigh Fermor, Emmanouil Paterakis, e Antonios Papaleonidas, membri del gruppo anglo-ellenico che catturò il generale tedesco Heinrich Kreipe

Suo padre, Sir Lewis Leigh Fermor, era un geologo di fama. Sua madre, Muriel Aeyleen (26 aprile 1890 - 22 ottobre 1977) era la figlia di Charles Taafe Ambler (1840–1925).
Poco dopo la nascita di Fermor, sua madre partì per raggiungere il marito in India, lasciando il figlio in Inghilterra presso un'altra famiglia. Da bambino, Leigh Fermor incontrò problemi ad affrontare le costrizioni del mondo scolastico. Per questo motivo fu mandato in una scuola per bambini problematici. In seguito, fu espulso dalla The King's School di Canterbury, perché scoperto a tenersi per mano con la figlia di un fruttivendolo del posto.
Continuò gli studi come autodidatta, leggendo testi sulla lingua greca, latina, Shakespeare e di storia, coltivando il proposito di farsi ammettere alla Reale accademia militare di Sandhurst.

### Primi viaggi
All'età di 18 anni, Leigh Fermor decise di percorrere a piedi l'Europa in lungo e in largo, da Hoek van Holland (Paesi Bassi) a Istanbul (Turchia). Si mise in cammino l'8 dicembre 1933, poco dopo l'ascesa al potere di Adolf Hitler in Germania, portando con sé pochi abiti, The Oxford Book of English Verse, e un volume contenente le Odi di Orazio. Si adattò a dormire in fienili e in baracche e capanne di pastori, ma anche nelle country house dell'Europa centrale della nobiltà terriera e dell'aristocrazia. Durante il viaggio, ebbe modo di ascoltare le molte storie e i tanti dialetti in cui si imbatté. Ne scaturirono, molto più tardi, due libri di viaggio, A Time of Gifts (Tempo di regali) e Between the Woods and the Water, che parlano in dettaglio di questa sua esperienza di viaggiatore: scritti decadi dopo, poterono beneficiare in questo modo della sua formazione accademica, arricchendo la narrazione con una miniera di spunti storici, geografici, linguistici e antropologici. La parte finale del viaggio è rimasta incompleta alla morte dell'autore, ma è stata pubblicata da John Murray nel settembre 2013, con il titolo di The Broken Road: Travels from Bulgaria to Mount Athos. L'ultimo volume della trilogia si basa sul diario scritto al tempo del viaggio da Leigh Fermor e su una bozza dell'autore risalente agli anni sessanta.

### Morte

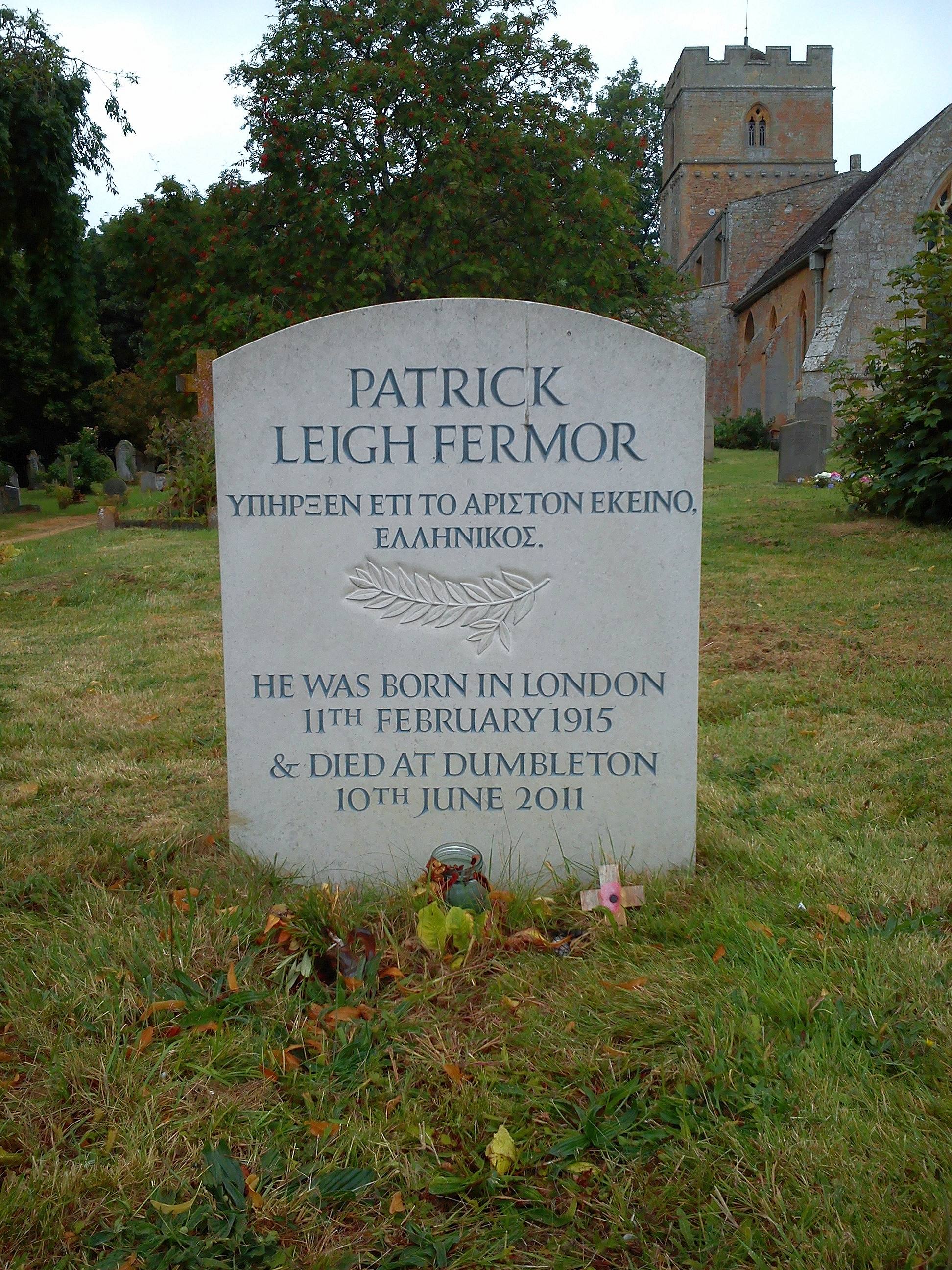

Patrick Leigh Fermor è morto il 10 giugno 2011, all'età di 96 anni, a seguito di una lunga malattia. Da tempo viveva stabilmente in Grecia, sua patria di adozione, in una casa sulla penisola di Mani, nel Peloponneso
, e una parte dell'anno la viveva in Inghilterra. È sepolto nella parte orientale del cimitero di Dumbleton, nel Gloucestershire, accanto alla moglie Joan.

## Opere
- L'albero del viaggiatore. Viaggio alle isole dei Caraibi (The Traveller's Tree: A Journey Through the Caribbean Islands, 1950), trad. Pier Luigi Gandini, Garzanti, Milano 1957.
- The Violins of Saint-Jacques: A Tale of the Antilles, 1953
  - I violini di Saint-Jacques. Un racconto delle Antille, trad. Piero Spalletti, Feltrinelli, Milano, 1962.
  -  I violini di Saint-Jacques, traduzione di Daniele V. Filippi, Collana Biblioteca n.745, Milano, Adelphi, 2023, ISBN 978-88-459-3772-9.
- A Time to Keep Silence, con fotografie di Joan Eyres Monsell, 1957.
- Mani. Viaggi nel Peloponneso (Mani: Travels in the Southern Peloponnese, 1958), trad. Franco Salvatorelli, Adelphi, Milano 2004.
- Rumelia. Viaggi nella Grecia del Nord (Roumeli: Travels in Northern Greece, 1966), trad. Daniele V. Filippi, La Collana dei casi n.140, Adelphi, Milano 2021, ISBN 978-88-459-3495-7.
- Tempo di regali. A piedi fino a Costantinopoli da Hoek Van Holland al medio Danubio (A Time of Gifts: On foot to Constantinople: From the Hook of Holland to the Middle Danube, a cura di John Murray, 1977), trad. Giovanni Luciani, Adelphi, Milano, 2009; Collana Gli Adelphi, Adelphi, 2017.
- Introduzione a Miles Reid, Into Colditz (1983)
- Postfazione a David Smiley, Albanian Assignment (1984)
- Fra i boschi e l'acqua. A piedi fino a Costantinopoli dal medio Danubio alle Porte di Ferro (Between the Woods and the Water, 1986), trad. Adriana Bottini e Jacopo M. Colucci, Adelphi, Milano 2013
- Three Letters from the Andes, 1991.
- Words of Mercury, a cura di Artemis Cooper, 2003.
- In Tearing Haste: Letters Between Deborah Devonshire and Patrick Leigh-Fermor, a cura di Charlotte Mosley, 2008.
- La strada interrotta (The Broken Road: Travels from Bulgaria to Mount Athos, a cura di Artemis Cooper e Colin Thubron, 2013), trad. Jacopo M. Colucci, Adelphi, Milano 2015. [manoscritto incompiuto, terzo volume dei viaggi nell'Europa continentale degli anni '30]
- Abducting a General: The Kreipe Operation and SOE in Crete, 2014.
- Dashing for the Post: the Letters of Patrick Leigh Fermor, a cura di Adam Sisman, 2017.
- More Dashing: Further Letters of Patrick Leigh Fermor, a cura di Adam Sisman, 2018.

### Traduzioni
- C. P. Rodocanachi, No Innocent Abroad, 1938 [negli USA è pubblicata col titolo Forever Ulysses]
- Colette, Julie de Carneilhan and Chance Acquaintances, 1952.
- George Psychoundakis, The Cretan Runner: His Story of the German Occupation, 1955.

### Sceneggiature
- Le radici del cielo (The Roots of Heaven, 1958, con e da un romanzo di Romain Gary, regia di John Huston)

## Premi e riconoscimenti
- Duff Cooper Prize: 1959 vincitore con Mani. Viaggi nel Peloponneso[3]